# Martin Luther (diplomate)
Pour les articles homonymes, voir Martin Luther (homonymie).
Martin Franz Julius Luther (16 décembre 1895 à Berlin - 13 mai 1945 à Berlin) est un diplomate allemand et un adhérent de la première heure du parti nazi (NSDAP).
Il est sous-secrétaire au ministère des Affaires étrangères et conseiller du ministre  Joachim von Ribbentrop.
En mai 1940, il est nommé responsable des échanges du ministère des Affaires étrangères avec la SS et dirige le bureau de liaison de la SS et de la police appelé DII. Le 5 février 1941, Heydrich lui parle dans une lettre d'une « solution totale et ultérieure de la question juive par le transfert des Juifs vers un pays qui sera choisi plus tard ». Le DII, reçoit, début novembre 1941, les cinq premiers rapports d'activité et de situation des Einsatzgruppen Sipo-SD concernant les massacres de Juifs à l'Est entre juin et fin octobre 1941. Martin Luther représente ce ministère à la conférence de Wannsee du 20 janvier 1942, qui organisa la « solution finale de la question juive ».
En 1944, il fut incarcéré à Sachsenhausen pour conspiration contre son supérieur, Joachim Von Ribbentrop, ministre des Affaires étrangères du Reich. Libéré par les Soviétiques, il mourut peu de temps après d'une crise cardiaque.
Malgré les instructions reçues lui ordonnant de détruire sa copie des minutes de la Conférence de Wannsee, Martin Luther les conserva. Elles furent retrouvées en 1947 par des enquêteurs américains dans les archives du ministère des Affaires étrangères du Reich et restent le seul document attestant des discussions tenues lors de cette conférence.